# André Cazeneuve
André Cazeneuve (10 tháng 12 năm 1817 – 20 tháng 8 năm 1874) là quân nhân người Pháp từng huấn luyện ngựa trong Đội cận vệ của Hoàng đế Napoléon III với cấp bậc hạ sĩ. Ông là thành viên của phái bộ quân sự Pháp đầu tiên đến Nhật Bản vào năm 1867. Ông phụ trách việc huấn luyện kỵ binh cho quân đội của Tướng quân Yoshinobu và còn giới thiệu cả giống ngựa Ả Rập nữa.
Năm 1868, chiến tranh Boshin nổ ra giữa Mạc phủ Tokugawa và phe triều đình của Thiên hoàng. Các cường quốc phương Tây ở Nhật Bản, bao gồm cả Pháp, tuyên bố đứng trung lập trong cuộc xung đột này. Do đó, Cazeneuve bèn từ chức khỏi quân đội Pháp và gia nhập phe cựu Mạc phủ cùng với Jules Brunet. Ông được giao nhiệm vụ trên cương vị đại úy quân cựu Mạc phủ.
Cazeneuve đã chiến đấu anh dũng trong trận Hakodate, chỉ huy một trong bốn trung đoàn của quân cựu Mạc phủ. Bản thân ông cũng bị thương nặng trong trận chiến này nhưng được đưa trở lại Yokohama khi kết thúc cuộc xung đột và lên thuyền về nước.
Ông tình nguyện trở lại nước Nhật vào năm 1871 theo lời mời từ chính phủ Minh Trị mới để đảm nhận vai trò giám sát việc sử dụng ngựa dùng trong quân sự của họ. Ông mất năm 1874 tại Nhật Bản.